# Kościół Najświętszej Maryi Panny Niepokalanie Poczętej w Dziadowej Kłodzie
Kościół Najświętszej Maryi Panny Niepokalanie Poczętej w Dziadowej Kłodzie – katolicki kościół parafialny znajdujący się w Dziadowej Kłodzie (powiat oleśnicki). Funkcjonuje przy nim Parafia Najświętszej Maryi Panny Niepokalanie Poczętej.

## Historia
W lipcu 1859, podczas wizytacji sufragana Bernarda Bogedaina, poruszano sprawę budowy kościoła we wsi (mieszkało tu 707 katolików i 71 ewangelików). Wieś należała do parafii w Ślizowie. Obiekt powstał w latach 1866-1869 w stylu neoromańskim (kamień węgielny wmurowano 28 sierpnia 1866, a podczas uroczystości przemawiano zarówno po polsku, jak i po niemiecku). Historia budowy została spisana przez księdza Ignacego Kupca z Sycowa 13 października 1867. Pierwsze podanie z prośbą o pozwolenie na budowę skierowano do metropolity Heinricha Paerstera 24 listopada 1863 (potem je jeszcze ponawiano). Lokalny latyfundysta, książę Biron von Curland odmawiał wsparcia budowy, a nawet się jej sprzeciwiał. W 1866 pozwolenie wydano. Projektantem świątyni był August Molke. Zakupu drewna dokonano w Pisarzowicach, gdyż książę von Curland zabronił dokonać tego w Dziadowej Kłodzie. Zakaz zakupu dotyczył też gliny na cegły. Książęca Policja Budowlana czyniła też dalsze wysiłki celem utrudniania budowy. Wapno i węgiel sprowadzono z Wrocławia. 24 kwietnia 1869 kościół przekazano probostwu w użytkowanie. Pierwszym proboszczem został ks. Paweł Sianowski z Pszczyny. Do 1890 w kościele dwa razy w tygodniu (wtorki i soboty) odbywało się nauczanie w języku polskim, a trzy razy w miesiącu wygłaszano w tym języku kazania. Potem niemieckie władze zakazały tego rozwiązania.

## Organy
Organy wybudował Jan Spiegel w 1871 roku. Posiadają mechaniczną trakturę gry. Ostatni remont został przeprowadzony przez Michała Klepackiego z Pępowa.
Dyspozycja instrumentu:
| Manuał           | Pedał          |
| ---------------- | -------------- |
| 1. Principal 8'  | 1. Subbass 16' |
| 2. Gedeckt 8'    | 2. Cello 8'    |
| 3. Salizional 8' |                |
| 4. Hohlflöte 4'  |                |
| 5. Quinte 2 2/3' |                |
| 6. Zimbel 3 f.   |                |